# Église Sainte-Marie-des-Prés de Soest

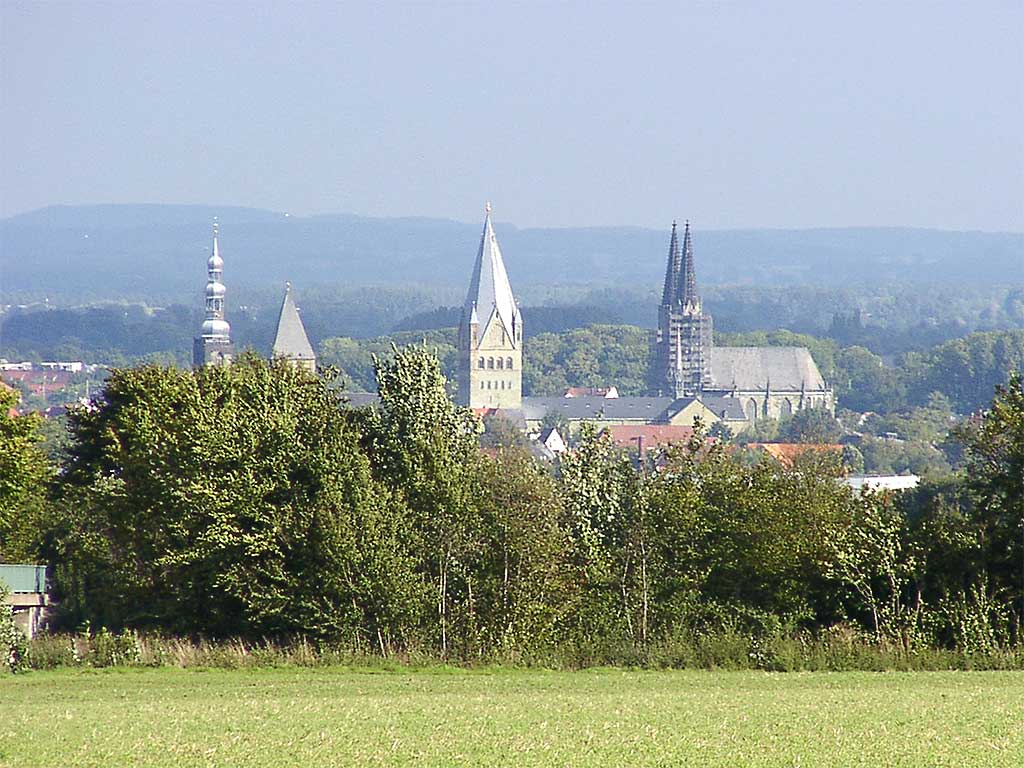
Vue sur Soest. À droite, l'église Sainte-Marie-des-Prés (Wiesenkirche) dont la tour Sud est entourée d'un échafaudage.

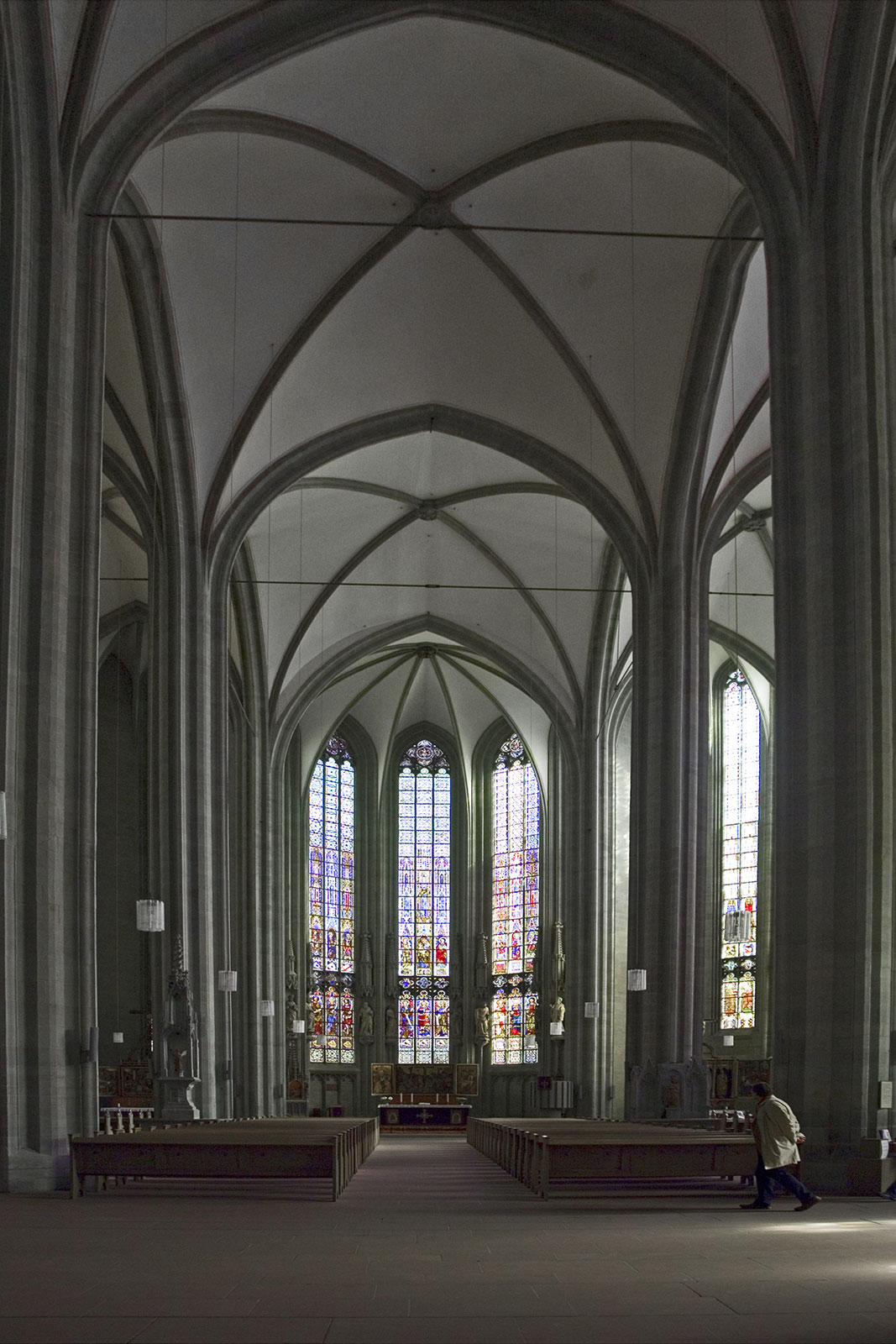
Nef centrale de l'église Sainte-Marie-des-Prés (Wiesenkirche).

L'église Sainte-Marie-des-Prés, Kirche St. Maria zur Wiese ou Wiesenkirche en allemand, de Soest est une église réformée qui est un exemple typique des églises-halles de l'Église protestante de Westphalie. D'une base presque carrée, son intérieur donne l'impression d'une pure paroi de fenêtres portée par des piliers en faisceau élancés. Dans le chœur, les fenêtres touchent presque le sol. De jour, l'intérieur de l'église est aéré et baigné de lumière. Trois vaisseaux de même hauteur ou presque, à voûte très plate, impriment à l'édifice son équilibre. L'histoire du bâtiment remonte jusqu'à la pose de la première pierre en 1313. La paire de tours n'a été édifiée que dans la deuxième moitié du XIXe siècle.

## Architecture

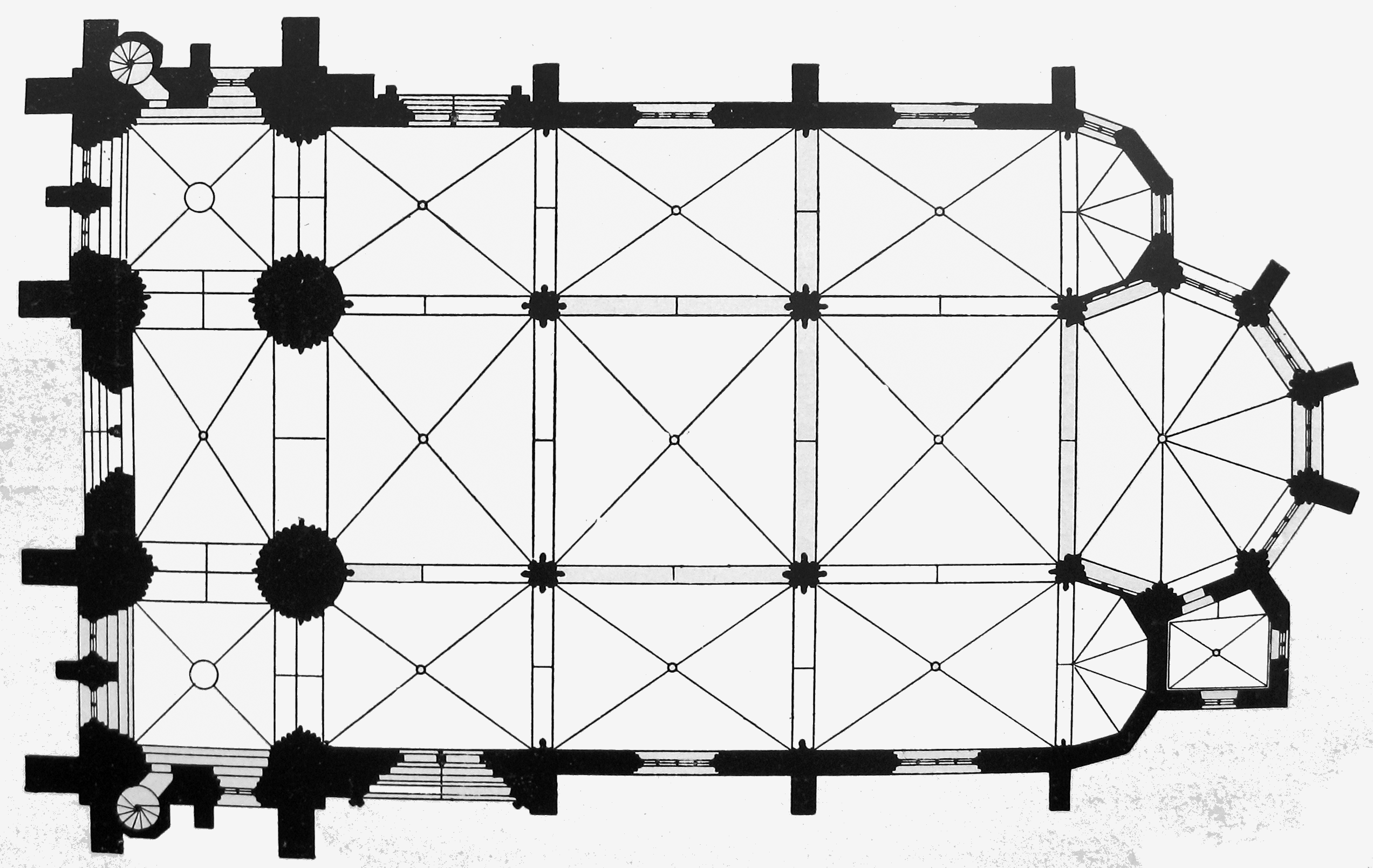
Plan de la Wiesenkirche.

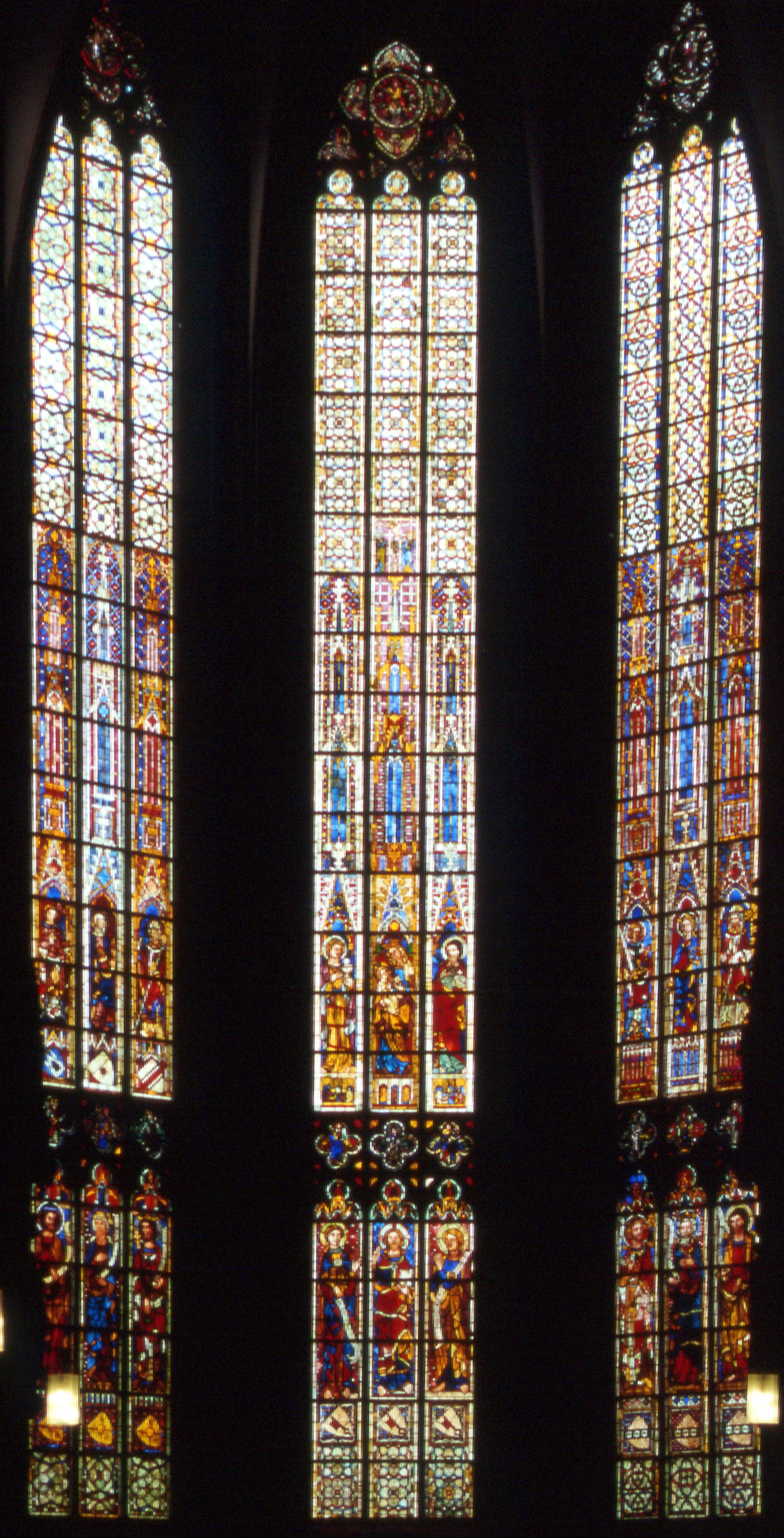
Vitraux du chœur.

Le plan de l'église est presque un carré. Cette forme est si répandue dans la région qu'elle est appelée le « carré westphalien » (westfälisches Quadrat) dans les ouvrages d'histoire de l'art. Dans l’art gothique, le rapport entre la largeur et la hauteur est fréquemment de 1 à 4 ou plus, alors que dans le gothique tardif, auquel appartient la Wiesenkirche, la largeur et la hauteur sont presque les mêmes. Les églises-halles du XIVe siècle en Allemagne, Espagne, Angleterre et dans l’Europe du Sud-ouest répondent à une tendance allant vers une église de prédication. L'intérieur d'une grand église doit pouvoir être vu dans sa totalité et dominée par la seule personne du prédicateur. L'effet d'une prédication ne doit pas être diminué par des séparations spatiale comme elles pourraient venir de nefs latérales séparées.
Ce développement du gothique tardif vers les églises-halles à base carrée reflète aussi une évolution de la société, par l'accroissement du poids économique de la bourgeoisie et de son importance support de la culture. En ce sens, ces édifices annoncent la venue de la Renaissance.
L'église romane qui précédait l'église actuelle était construite sur un sol marécageux qui a été assaini. La nouvelle église construite à partir de 1313 était édifié sur un champ, d'où le nom latin St. Maria in Pratis. 
L'édifice gothique est construit en grès extrait de carrières au sud de Soest. Le chantier, commencé en 1313, est dirigé par trois architectes successifs jusque dans le XVe siècle; certains travaux durent jusqu'en 1530. Les deux tours qui donne une forme typique à la ville ne datent que de la fin du XIXe siècle et ont été financés par la maison royale de Prusse. Gravement endommagés pendant la Deuxième Guerre mondiale, ils ont été réparés en 1950. 
Depuis 1987, des travaux de restauration sont entrepris, notamment le remplacement des pierres des deux tours du XIXe siècle par du grès plus résistant aux intempéries.

## Statue votive

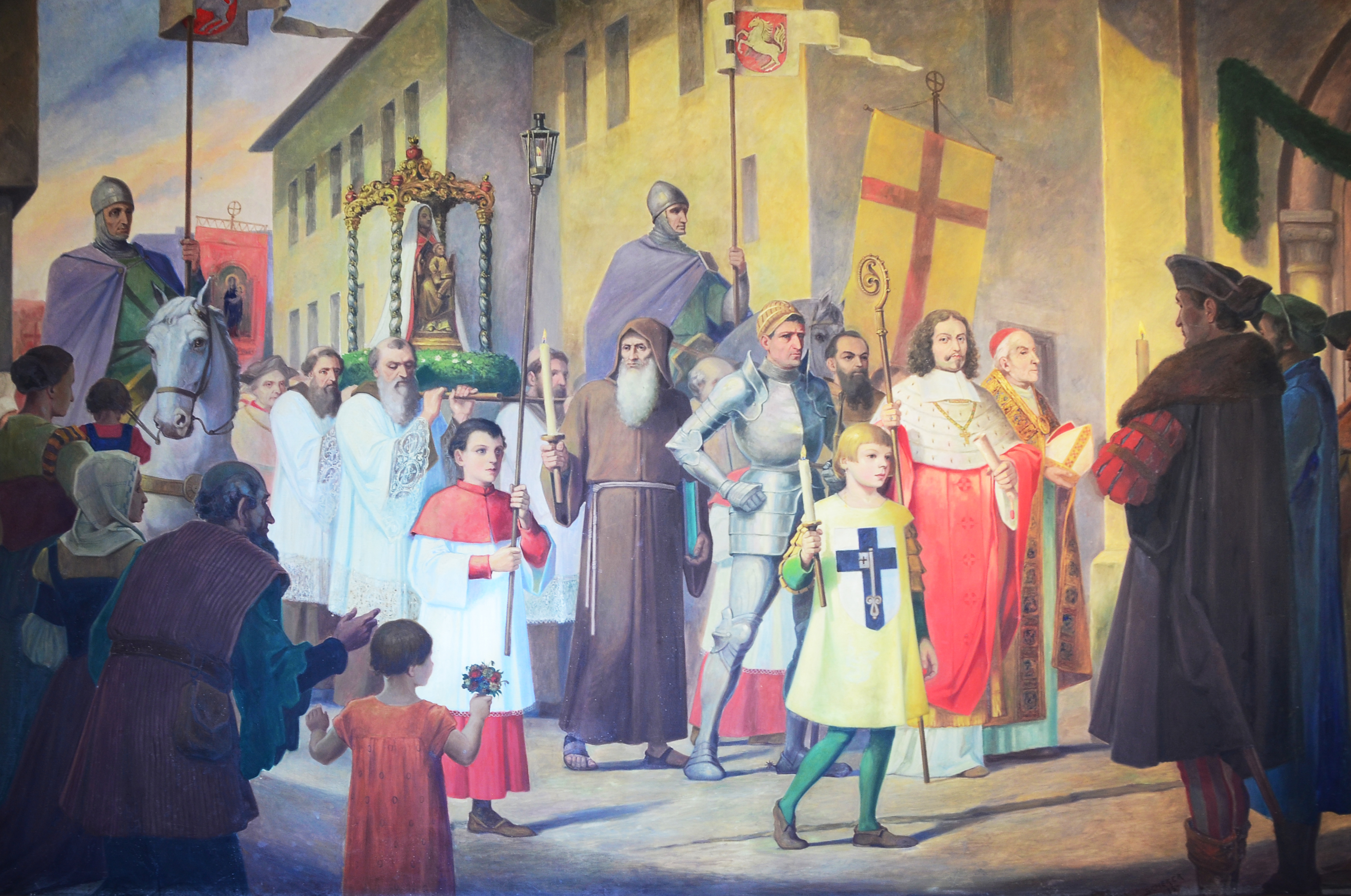
Transfert de la Muttergottes vers la basilique de Werl (1661).

L'église abritait une statue de Marie datant du XIIe siècle et qui a attiré de nombreux pèlerins durant des siècles. Lors de la réforme protestante, la sculpture est retirée, mais conservée dans le grenier de l'église. En 1661, elle est transférée à la ville voisine de Werl, où la Muttergottes (de) continue à attirer annuellement plus de 200 000 pèlerins.

## Dimensions
- Longueur : 50 m
- Largeur : 27 m
- Hauteur : 24 m
- Hauteur des tours : 81 m
- Longueur de la nef sans chœur ni tours : 29 m
- Volume: 27 000 m3
- Surface des murs et plafonds : 2 600 m2
- Surface des fenêtres : 836 m2.

## Intérieur

### Le chœur

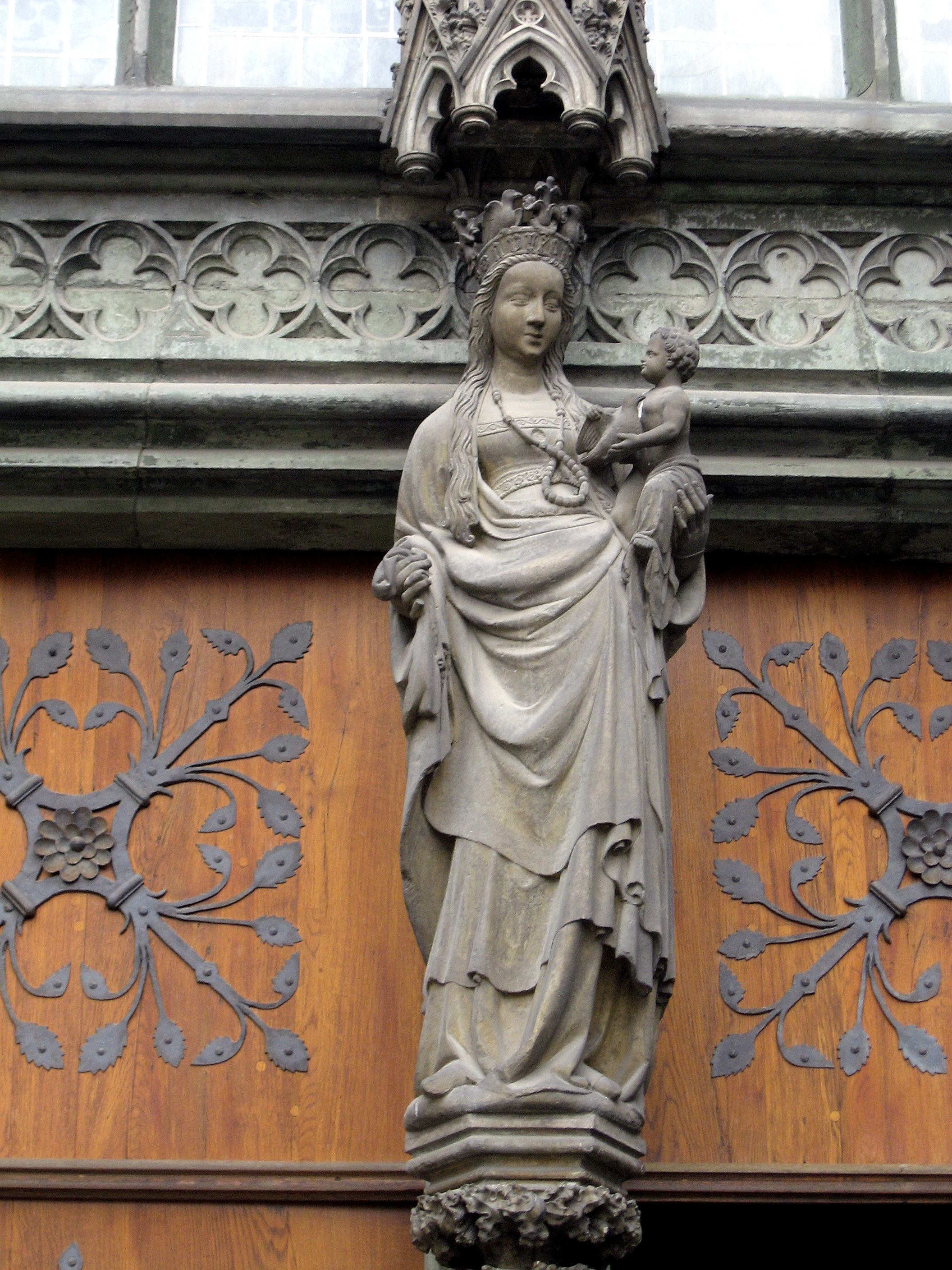
Statue de Marie sur le portail Sud. « Westfälische Madonna »

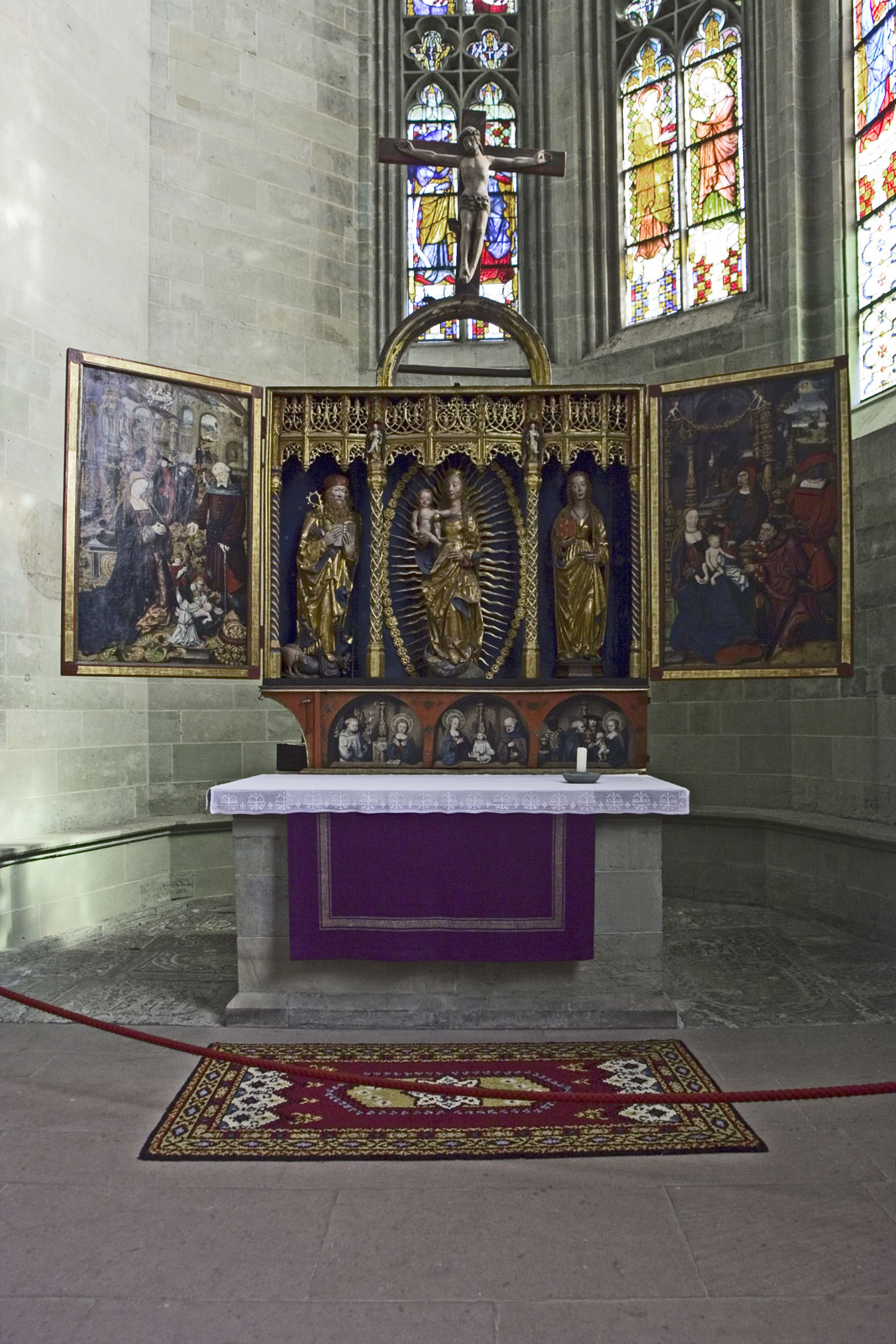
Retable Aldegrever, abside Sud.

Les vitraux du chœur datent entre 1320 et 1340. Au pieds des fenêtres se trouvent onze statues. De taille plus grande que nature, ils constituent le plus important ensemble de figures monumentales de Westphalie du XIVe siècle encore en place. Le Christ et Marie sont au centre, entourés des apôtres (au départ douze) et de Jean le Baptiste. La séquence des apôtres suit le même ordre que dans le chœur de la cathédrale de Cologne. Il est possible qu'un atelier de sculpture existant à Soest ait fabriqué ces statues à partir de 1350. On peut distinguer l'intervention de plusieurs artistes. Les statues du Christ, de Pierre et de Bartolomé se signalent par une forme plate et des bordures de vêtements portant des inscriptions. Lors d'une restauration en 1973, les figures ont été replacées dans le bon ordre. Les sculptures font écho aux vitraux qui contiennent des représentations de la vie de Marie, de la passion du Christ, du Couronnement de la Vierge, du Jour du jugement, et de la clé de voûte.

### Le Portail Sud et la «Madone de Westphalie»
Le portail Sud date de la fin du XIVe siècle. Les statues sont des copies des originaux qui sont à l'intérieur de l'église. La statue de Marie est réputée en Westphalie et appelée « Madone de Westphalie » (« Westfälische Madonna »). Malgré ce nom, elle est peut-être d'origine rhénane, tant son style se rapproche de l'atelier de sculpture de l'école de la cathédrale de Cologne. La figure gracieuse et équilibrée, la dynamique du corps, le détail du drapé sont caractéristiques des belles Vierges de l'école des Parler, une famille d'architectes et de sculpteurs influents dans l'art sculptural de Cologne et du Sud de l'Allemagne au XIVe siècle. Ils adoptent et répandent le style doux du gothique international, ici dans une variante westphalienne.

### Le retable Aldegrever
Dans l'abside Sud du chœur se trouve l'œuvre principale conservée dans la Wiesenkirche, le retable Aldegrever de 1526. C'est un retable à la gloire de Marie, peint par Heinrich Aldegrever, réputé comme graveur sur cuivre du temps de Holbein et de Dürer, mais qui est moins connu pour ses peintures. L'écrin central sculpté contient en son centre une sculpture de la Vierge à l'Enfant dans une mandorle rayonnante, entourée des saints Antoine à gauche et Agathe à droite. Seuls les volets latéraux sont d'Aldegrever. Le panneau gauche montre une Nativité, celui de droite une Adoration des Mages. On peut observer, sur ces panneaux datant de 1526-1527, le soin dans la description architecturale des constructions, voûtes, balustrades, colonnes et piliers, tous signes des formes de la Renaissance. 
La prédelle contient trois petites scènes : une Annonciation, une Nativité et une Présentation au temple.

### Le retable d'Anne ou de la Sainte Parenté

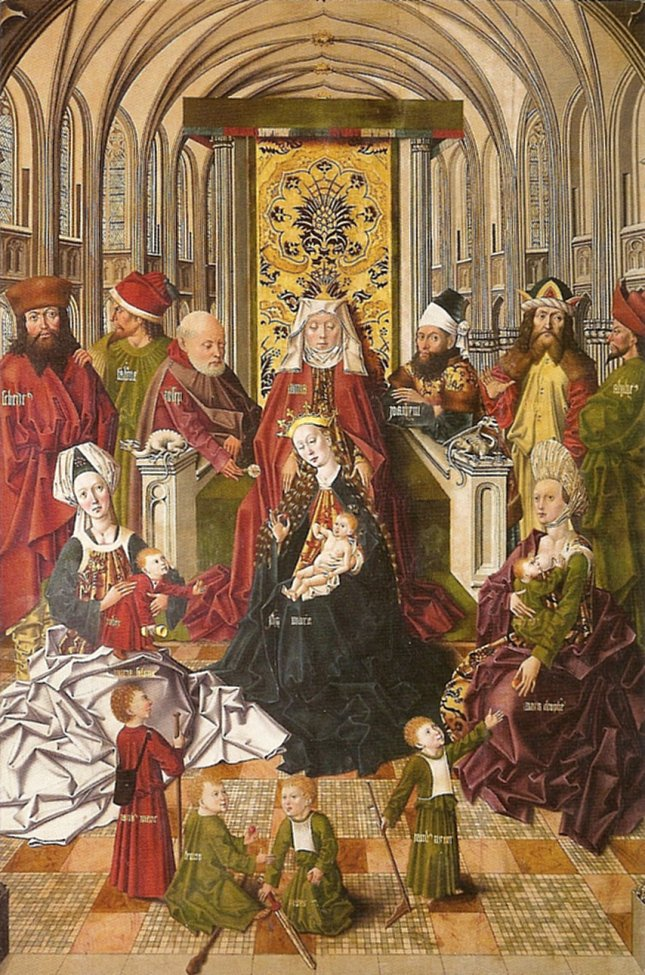
Tableau central du retable d'Anne ou de la Sainte Parenté.

Ce retable, de taille considérable, date de 1473; c'est lui qui donne son nom de convention au maître westphalien de 1473. 
Le retable a une structure générale qui se rencontre dès le début du XVe siècle en Allemagne, notamment en Allemagne du Nord : le panneau central est composé d'un grand tableau et de deux petits tableaux accolés de part et d'autre; chacun des deux volets est composé de quatre petits tableaux. L'organisation de la séquence narrative est la suivante: quand le retable est ouvert, il y a six petits tableaux de chaque côté, et chacun de ces deux groupes illustre une histoire, à la manière d'une bande dessinée, sur deux lignes, sans tenir compte de l'obstacle physique que constitue le passage d'un volet au panneau central. Dans le cas du retable de la Wiesenkirche, le panneau central montre une représentation de la Sainte Parenté sur trois générations. La scène est située dans une église gothique. Au centre, le groupe de « Anna Selbdritt » composée d'Anne, de Marie et de Jésus. Anne trône sous un baldaquin, entourée de ses trois époux, ses filles, gendres et leurs enfants. Chacun des personnages porte son nom. De chaque côté du panneau central, six petits tableaux additionnels relatent, à gauche, l'histoire de Anne et Joachim, et à droite des scènes de la vie de Marie. Les tableaux de la partie gauche représentent : le refus du sacrifice de Joachim par le prêtre, le séjour de Joachim chez ses bergers, où l'ange lui annonce la grossesse d'Anne, Anne et Joachim devant la porte dorée, la Nativité de Marie, la Présentation de Marie au Temple, et finalement le mariage de Marie et Joseph. Les tableaux de la partie droite représentent : l'Annonciation, la Visitation, la Nativité, l 'Adoration des Mages, la Présentation au temple, et la Pentecôte. Le retable est posé sur une prédelle antérieure d'une centaine d'années. Sur fond rouge orné d'étoiles dorées on voit trois scènes bibliques : le Christ comme jardinier avec Marie Madeleine (une variante du Noli me tangere), l'Adoration des Mages, et le Christ avec Thomas. L'extérieur des volets latéraux, une fois le retable fermé, offre deux autres grands tableaux. Ce sont une Messe de saint Grégoire, sur le revers du volet gauche, et une Déploration sur celui du volet droit.

### Le maître-autel

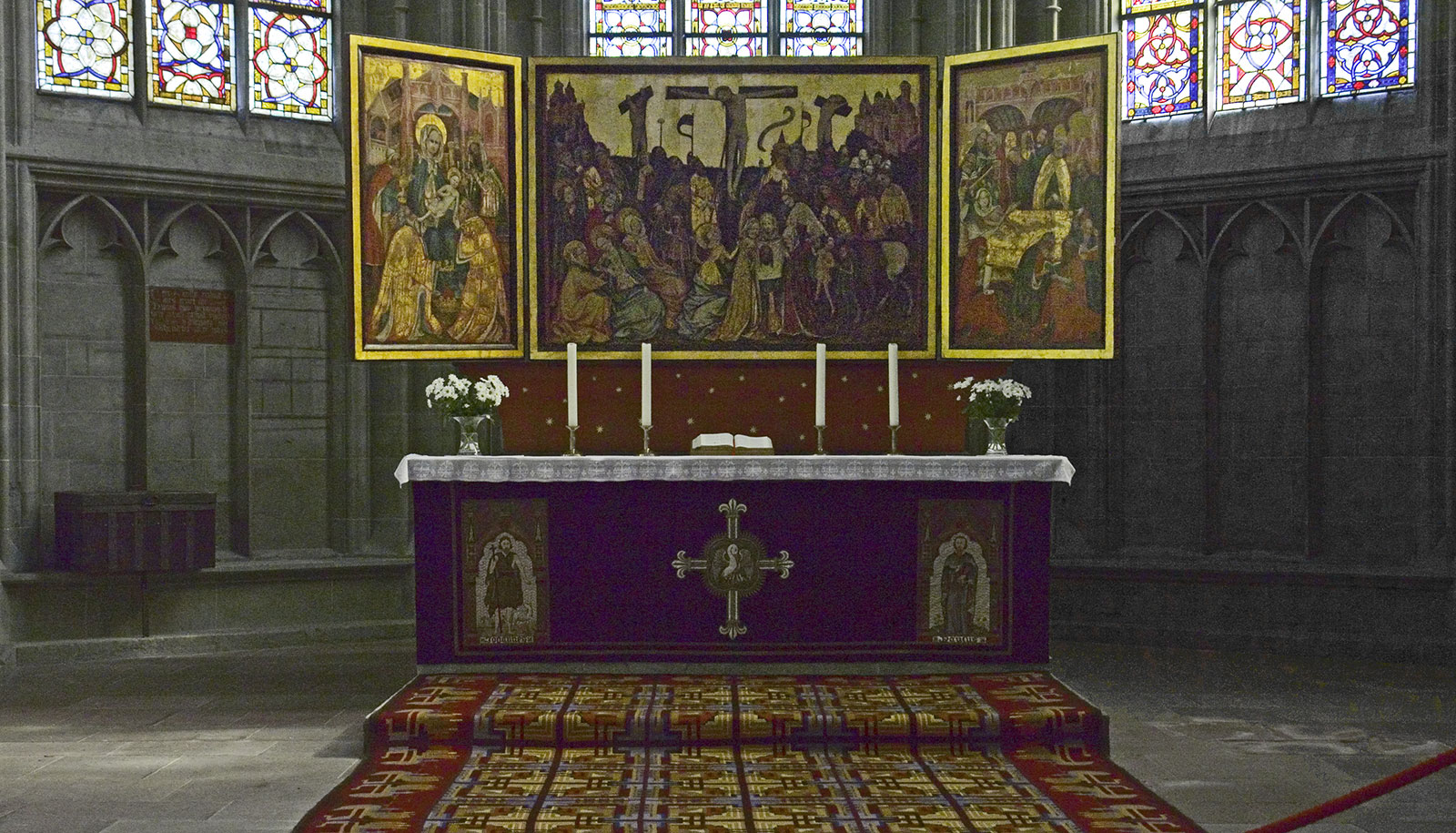
Maître-autel.

Le retable du maître-autel est un triptyque de l'atelier de Conrad von Soest et date de 1420 environ. Il est aussi appelé retable de Jacques parce qu'au verso se trouve une image de Jacques de Compostelle avec son bâton de pèlerin, chapeau et coquille.
Le panneau central du retable représente une crucifixion. Les nombreux personnages autour de la croix correspondent à l'iconographie de l'époque. Au pieds de la croix, Marie Madeleine, à gauche devant les femmes en deuil, à gauche au fond les prêtres juifs, à droite des soldats romains. Le capitaine romain pointe la croix et porte la banderole avec l'inscription « Vere Filius Dei erat iste » (« Vraiment cet homme était fils de Dieu »). Devant, on voit sainte Véronique portant le linge imprégné du visage du Christ. Au fond, se détachant sur le ciel doré, les bâtiments de Jérusalem.
Le volet gauche contient une Adoration des Mages. Les trois rois mages sont richement vêtus, portent des couronnes, Marie est vêtue simplement, mais devant un édifice dans le style de la Première Renaissance italienne. Le volet droit contient une Dormition de Maire. Les apôtres sont autour d'elle, lisant ou priant. L'âme de la défunte est portée à Dieu par des anges.

### Vitraux
```

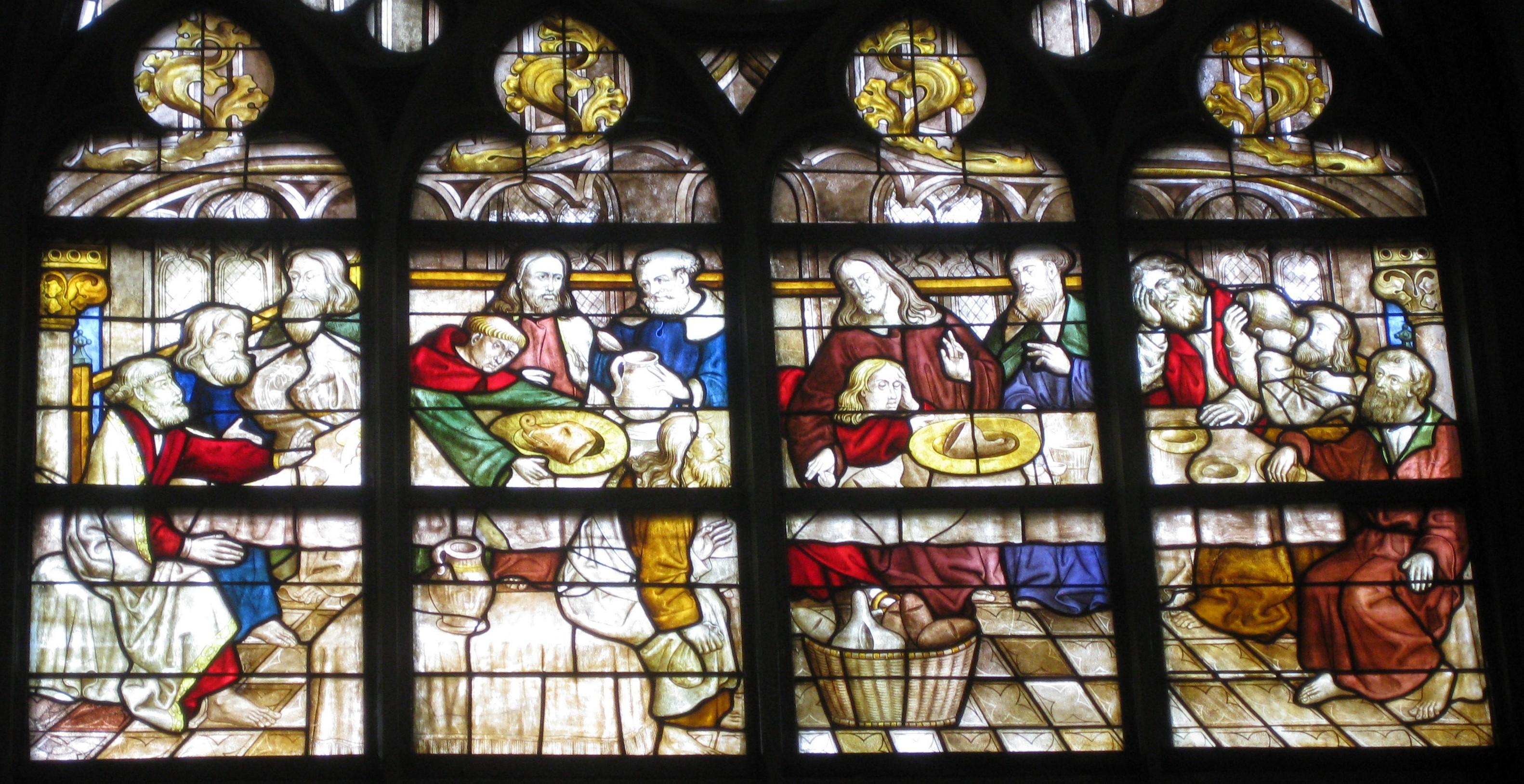
Vitrail de la Cène westphalienne (westfälischen Abendmahl)

* Vitrail du portail Nord : 
Cène westphalienne
 
(de)
, vers 1500. D'un auteur inconnu, c'est une représentation de la 
Cène
 toute traditionnelle à l'exception notable des mets qu'il y a sur la table : au lieu du pain sans levain et du vin, on y trouve une tête de porc à gauche, un jambon à droite. De sixième apôtre depuis la gauche tien dans sa main une choppe de bière avec son couvercle, à droite un autre est en train de boire dans une choppe. À côté du jambon, on voit des verres à eau-de-vie, sous la table, une corbeille avec du pain westphalien.
```

- Vitrail du chœur : du XVIe siècle, une des plus anciennes représentations des armoiries de la ville de Soest.
- Vitraux contemporains : l'église contient des vitraux exécutés par Hans Gottfried von Stockhausen (de) (1920-2010), auteur de plusieurs centaines de vitraux modernes.

## Galerie

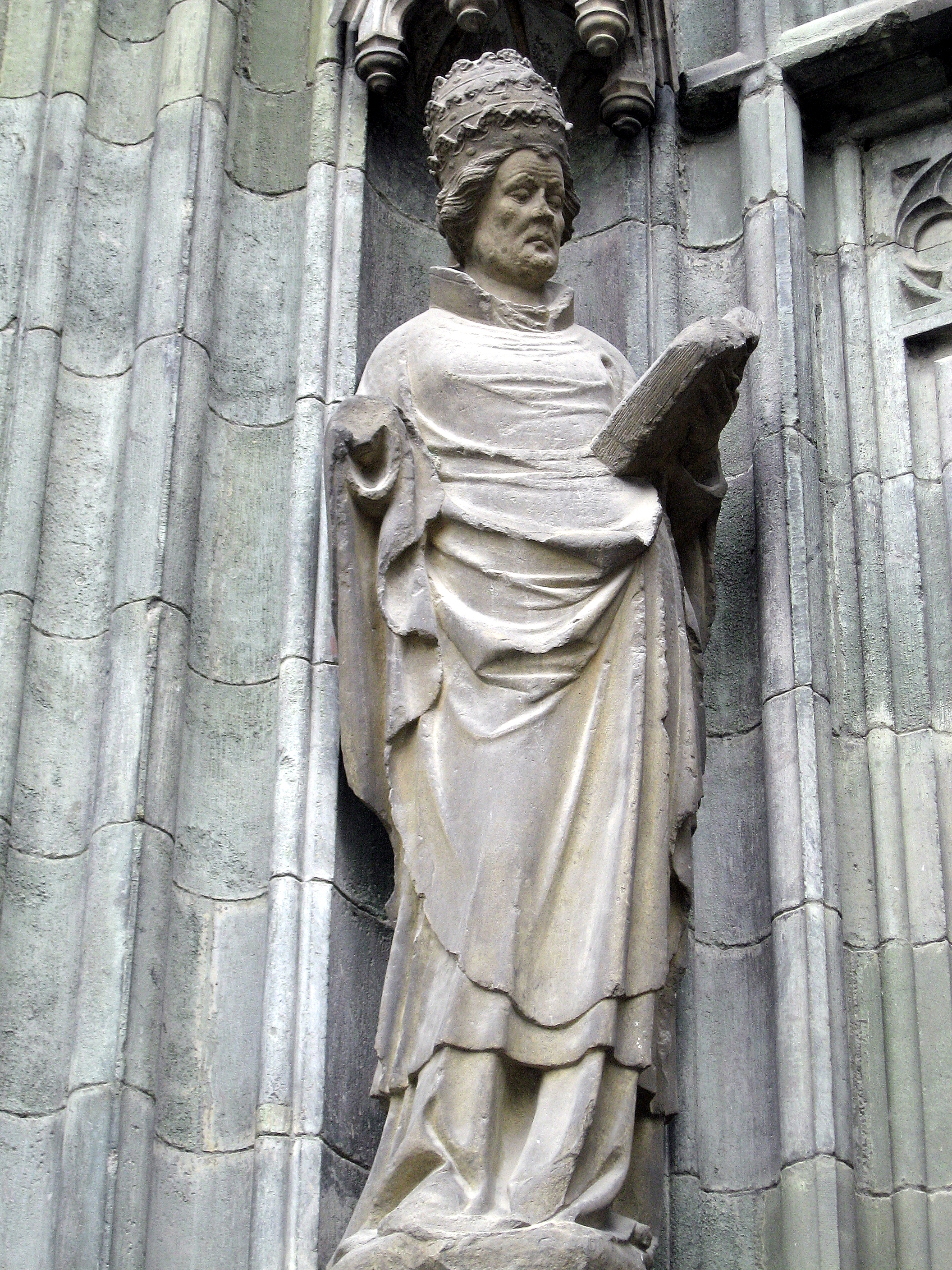
Portail Sud : probablement le pape Grégoire Ier.
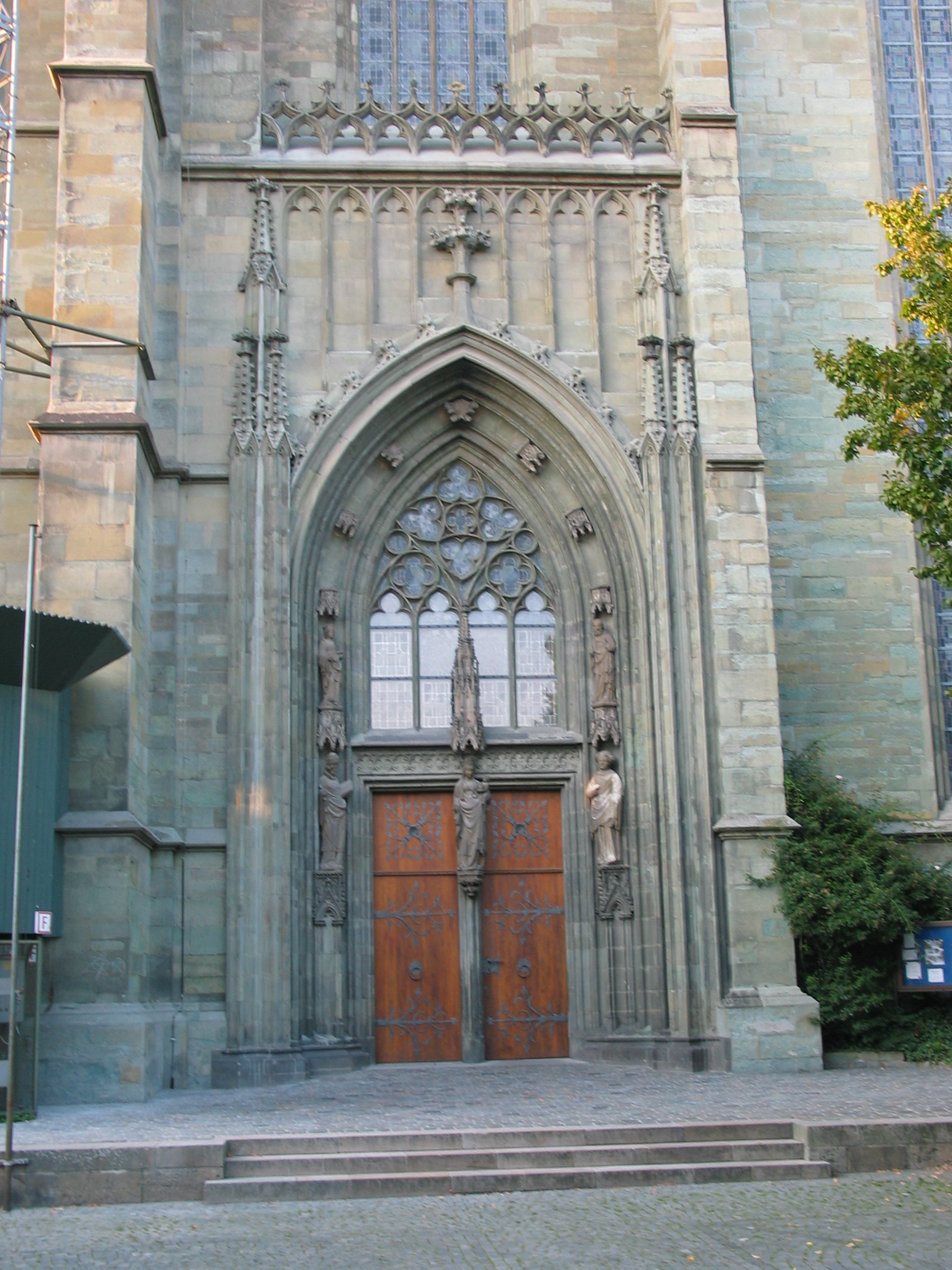
Entrée principale Sud.
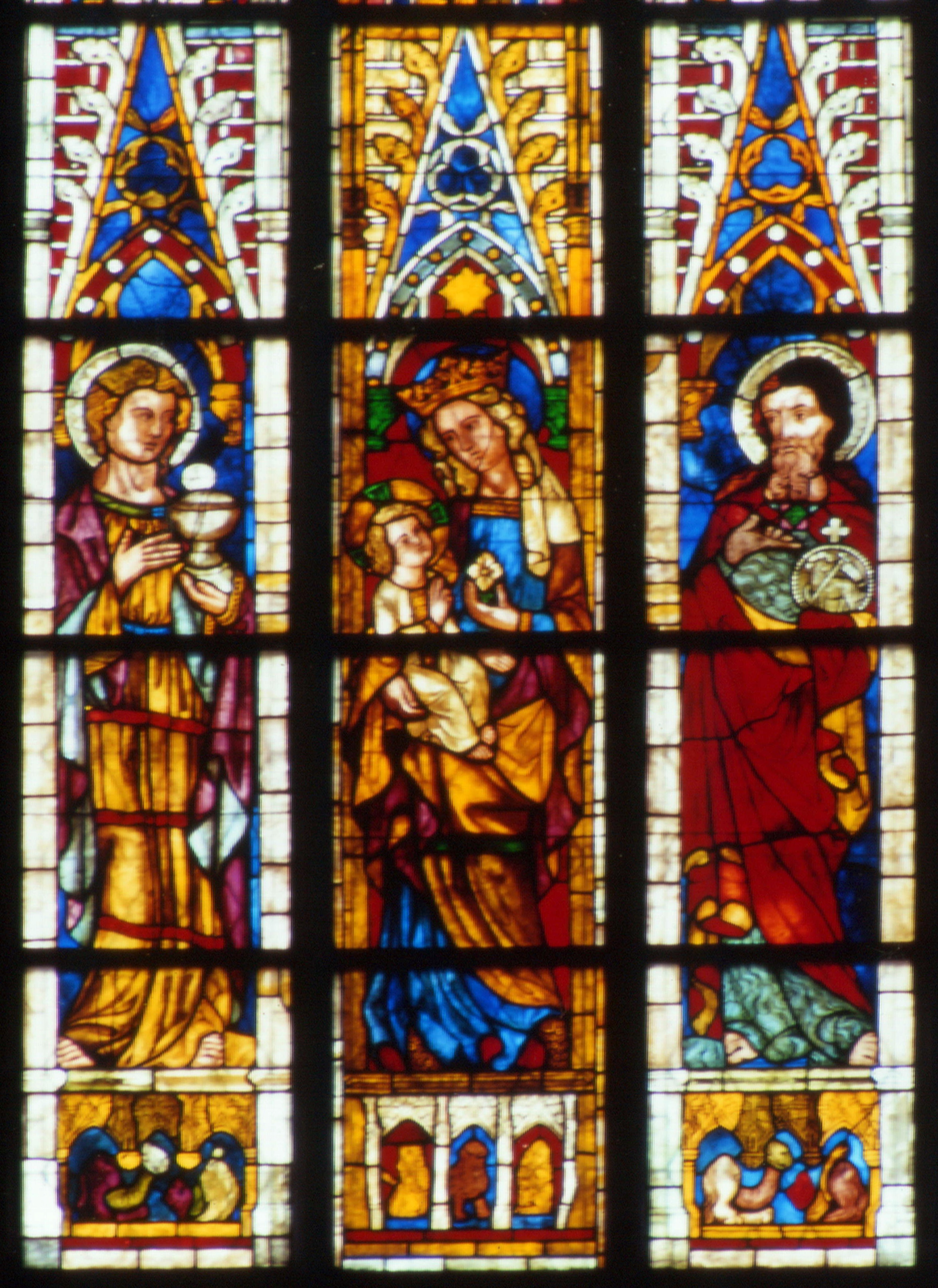
Détail du vitrail central du chœur.
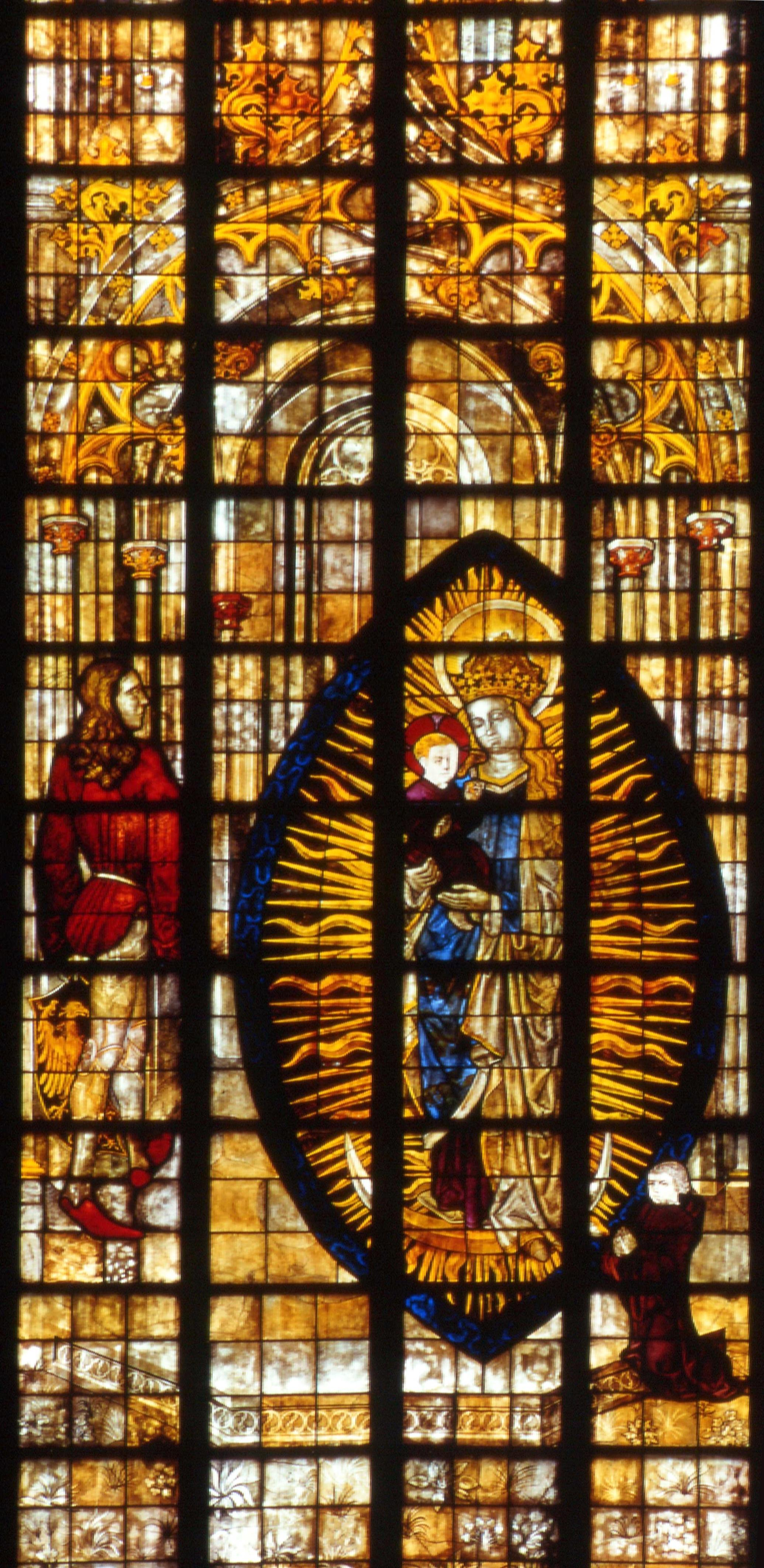
Vitrail de Marie.